# Edward Jung
Edward Jung (ur. 26 sierpnia 1912 w Rudki koło Janowca nad Wisłą, zm. 1941) – polski duchowny katolicki, wikariusz parafii w Knyszynie, zamordowany w podknyszyńskim lesie przez wojska sowieckie.
Wychowywał się w majątku rodziców, Aleksandra i Julianny z domu Janus w miejscowości Plewka koło Janowca. Główne dochody ojciec Edwarda czerpał z młyna, stawów i lasu, dzięki czemu mógł posłać na studia wyższe przyszłego księdza oraz jego braci Kazimierza (pilot-inżynier) i Stanisława (inżynier budowy dróg i mostów). Obaj zginęli z rąk hitlerowców w Zwoleniu za przynależność do Armii Krajowej. Kolejny brat Edwarda, Tadeusz, został zamordowany po wojnie, pomimo ogłoszenia amnestii.
Edward Jung ukończył Gimnazjum im. A. Czartoryskiego w Puławach. Po maturze w 1933 wstąpił do Wyższego Archidiecezjalnego Seminarium Duchownego w Wilnie. Studiował na Wydziale Teologicznym Uniwersytetu Stefana Batorego w Wilnie. Jednym z jego kolegów z kursu był błogosławiony Stanisław Pyrtek. Święcenia kapłańskie przyjął 16 czerwca 1940 roku, mszę św. prymicyjną odprawił w okupowanym przez wojska sowieckie Wilnie. Na pierwszą placówkę do pracy został skierowany przez arcybiskupa Romualda Jałbrzykowskiego do Żodziszek, skąd na początku 1941 został przeniesiony do Knyszyna.
W dniu 24 czerwca 1941 ks. Edward Jung wyszedł na szosę w kierunku Moniek, aby się schronić u parafian na koloniach. Na drodze zatrzymał go patrol sowiecki. Sowietom nie spodobało się niemieckie nazwisko księdza, przez co został oskarżony o szpiegostwo na rzecz hitlerowców. Według relacji księdza Kazimierza Cyganka czerwonoarmiści odprowadzili go szosą w kierunku Białegostoku i tam w lasku zamordowali, rozbijając mu głowę i rozpruwając brzuch. Po dwóch dniach odnaleziono ciało płytko zagrzebane w piasku. Ks. proboszcz Franciszek Bryx z parafianami urządził pogrzeb i pochował męczennika na cmentarzu przy kościele. Później wystawiono na tej mogile pomnik. Na miejscu zbrodni postawiono metalowy krzyż. 
 
Według innej relacji, sowieci pochowali księdza żywcem.
W obronę księdza Junga włączyli się również Żydzi. Do radzieckich władz komunistycznych w Knyszynie zanieśli specjalną petycję potwierdzającą jego niewinność. Występując w obronie chrześcijańskiego kapłana, zasłużyli wśród miejscowych Polaków na szacunek.